# Lizards
"Lizards" (traducido Lagartos en España y lagartijas en Hispanoamérica) es el segundo episodio de la segunda temporada de la serie de televisión estadounidense de drama y ciencia ficción Héroes. Escrito por Michael Green y dirigido por Allan Arkush. El episodio se estrenó el 1 de octubre de 2007 con una audiencia de 11.9 millones de espectadores.

## Argumento
Los criminales Irlandeses que encontraron a Peter, Ricky el líder y Will y Tuko los ayudantes deciden recorrer a la tortura para que Peter hable, pero el sin poder recordar nada solo desespera y enfurece a los ladrones hasta que los últimos deciden arreglar el asunto con su jefe, dejando a Peter bajo la custodia de Caitlin, la hermana menor de Ricky. Peter usando los poderes que absorbió la noche en la Kirby Plaza se las arregla para escapar y posteriormente salvar a Caitlin quien casi es violada por una banda de hombres. Unas horas más tarde, Ricky le explica a Peter que los tipos de derrotó eran los hombres y el hijo de su jefe,  además de que sus problemas solo podrán arreglarse a menos que los ayude con el robo de un auto blindado. Peter se mantiene firme y rechaza la oferta, provocando que Ricky lo llame por su nombre y le muestre una caja que supuestamente contiene su identidad, la cual decide usar de chantaje para forzar a Peter a cooperar.    
Mohinder comienza su primera misión como agente de la compañía y siguiendo las órdenes de Bob, el científico es guiado hasta Haití para curar un hombre enfermo con el mismo virus que mató a su hermana Shanti. El hombre resulta ser el haitiano, quien se niega a ser curado, ya que cree que su infección se debe a un castigo enviado por dios para expirar sus pecados cometidos con su poder. Mohinder lo persuade de dejarle inocular el antivirus, salvándole la vida. Cuando el haitiano descubre que Mohinder está aliado de una “compañía”, el hombre usa sus restaurados poderes para borrarle la memoria y de esa manera escapar. Para el descontento de Bob.  Al anochecer Mohinder contacta a Noah explicándole que a pesar de su fracaso no levantó sospecha alguna, Noah le responde que él le dio lo que necesitaba y cuando cuelga el haitiano aparece frente a Noah listo para trabajar con él. 
Maya y Alejandro llegan hasta la casa de Nidia, una antigua amiga de su familia quien les promete ayudarlos a cruzar la barrera entre Guatemala y México. Aun después de que Maya asusta a los otros inmigrantes. En sus intentos por cruzar la barrera sin ser detectados por la policía fronteriza, Maya se separa de Alejandro, empezando a llorar una especie de líquido negro que mata a Nidia. Alejandro aparece de nuevo y usa sus poderes para revertir el daño de Maya reviviendo a una asustada Nidia quien sale huyendo de los hermanos herrera. 
Matt Parkman y el detective Fuller investigan la muerte de Kaito Nakamura, y gracias a las declaraciones del único testigo (Ando), Matt intenta a interrogar a Angela Petrelli ya que fue la última persona con la que Kaito hablo. Durante el interrogatorio la mujer se defiende ante toda acusación e incluso de la telepatía de Matt. A la comisaría llega un Nathan sobrio que intenta disculparse con su madre, no obstante Angela de manera inexplicable comienza agredirse a sí misma hasta que es detenida por Matt y Nathan de suicidarse. Cuando Matt le pregunta quién es el responsable Angela le da una foto de ella marcada con la misteriosa hélice.         
Noah le enseña a su esposa que la muerte de Kaito Nakamura solo marca el comienzo de una serie de pinturas proféticas (ocho en total), y que debe encontrar las otras siete.
Hiro intenta arreglar la historia, intentando persuadir inútilmente a un kensei ebrio de salvar a Yaeko de morir ante las manos de varios samuráis. Viéndose en la obligación de portar el uniforme del héroe, para cometer el primer acto heroico de kensei en su nombre. Usando sus poderes Hiro rescata a la princesa quien cambia su perspectiva sobre kensei. Para el gozo y regocijo del mismo quien decide volverse un héroe para recibir las recompensas sin merecerlas, solo para terminar asesinado por los bandidos que Hiro enfrentó.  El japonés triste por causar la muerte de su héroe, lamenta la pérdida de Kensei hasta que el último resucita frente a un emocionado Hiro.  
Claire quien se harta de tener un perfil bajo, llama la atención en clase al demostrar estar interesada en la regeneración de los lagartos. Sin embargo West todavía se muestra más provocativo para Claire, quien para colmo se entera de que le robaron el auto, burlándose aún más de ella. Esa misma noche sola y deprimida por su vida tan difícil, Claire en un acto de curiosidad extrema se corta un dedo, el cual sorprendentemente le vuelve a crecer. Poco después Claire se da cuenta de que West estaba observándola, aunque no logra alcanzarlo, quedando notablemente asustada y preocupada.